# Marathon van Wenen 1995
De marathon van Wenen 1995 vond plaats op zondag 23 april 1995 in Wenen. Het was de twaalfde editie van deze wedstrijd.
Bij de mannen won Piotr Prusik uit Polen in 2:15.23. Hij had vijftien seconden voorsprong op de Portugees Henrique Cristostomo. De wedstrijd bij de vrouwen werd gewonnen door de Sloveense kampioene op de marathon Helena Javornik in 2:36.30.
In totaal finishten 4952 hardlopers, waarvan 4591 mannen en 361 vrouwen.

## Uitslagen

### Mannen
| rang   | naam                 | land | tijd    |
| ------ | -------------------- | ---- | ------- |
| Goud   | Piotr Prusik         | POL  | 2:15.23 |
| Zilver | Henrique Cristostomo | POR  | 2:15.38 |
| Brons  | Sergei Romanchuk     | UKR  | 2:15.50 |
| 4      | Gary Staines         | ENG  | 2:16.04 |
| 5      | Yahye Aden           | DJI  | 2:16.38 |
| 6      | Samson Maritim       | KEN  | 2:17.17 |
| 7      | Omar Abdilallih      | DJI  | 2:17.38 |
| 8      | Pyotr Sarafinyuk     | UKR  | 2:18.31 |
| 9      | Jacek Kasprzyk       | POL  | 2:18.44 |
| 10     | Mario Sousa          | POR  | 2:19.45 |
| 11     | Belaye Wolashe       | ETH  | 2:20.54 |
| 12     | Carlos Ayala         | MEX  | 2:22.36 |
| 13     | Vitor Vasco          | POR  | 2:22.40 |
| 14     | Max Wenisch          | AUT  | 2:22.45 |
| 15     | Slawomir Gurny       | POL  | 2:23.54 |
| 16     | Janusz Wojcik        | POL  | 2:25.33 |
| 17     | Ivo Claes            | BEL  | 2:26.34 |
| 18     | Christian Jocher     | ITA  | 2:26.37 |
| 19     | Dionísio Castro      | POR  | 2:26.37 |
| 20     | Grzegorz Glogosz     | POL  | 2:27.55 |

### Vrouwen
| rang   | naam             | land | tijd    |
| ------ | ---------------- | ---- | ------- |
| Goud   | Helena Javornik  | SLO  | 2:36.30 |
| Zilver | Aurica Buia      | ROU  | 2:37.58 |
| Brons  | Marzanna Helbik  | POL  | 2:38.19 |
| 4      | Grete Kirkeberg  | NOR  | 2:38.49 |
| 5      | Jutta Zimmerman  | AUT  | 2:49.51 |
| 6      | Margarete Haider | AUT  | 2:53.36 |
| 9      | Sonia Bucan      | SLO  | 3:15.17 |

1984 ·
1985 ·
1986 ·
1987 ·
1988 ·
1989 ·
1990 ·
1991 ·
1992 ·
1993 ·
1994 ·
1995 ·
1996 ·
1997 ·
1998 ·
1999 ·
2000 ·
2001 ·
2002 ·
2003 ·
2004 ·
2005 ·
2006 ·
2007 ·
2008 ·
2009 ·
2010 ·
2011 · 
2012 ·
2013 ·
2014 ·
2015 ·
2016 ·
2017 ·
2018 ·
2019 ·
2020 ·
2021 ·
2022 ·
2023 ·
2024